# Aedes tehuantepec
Aedes tehuantepec är en tvåvingeart som beskrevs av Schick 1970. Aedes tehuantepec ingår i släktet Aedes och familjen stickmyggor. Inga underarter finns listade i Catalogue of Life.